# بخش فردو
بخش فردو، یکی از بخش‌های شهرستان کهک در استان قم ایران است. مرکز این بخش، روستای فردو است.

## تقسیمات کشوری
- بخش فردو
  - دهستان فردو
  - دهستان خاوه

## جمعیت
بر پایه سرشماری عمومی نفوس و مسکن در سال ۱۳۹۵، جمعیت
بخش فردو برابر با ۳٬۴۸۲ نفر بوده‌است.